# FC Germania Dörnigheim
Der FC Germania 08 Dörnigheim e. V. ist ein deutscher Fußballverein mit Sitz im Stadtteil Dörnigheim der hessischen Stadt Maintal im Main-Kinzig-Kreis.

## Geschichte
Der Verein wurde im Jahr 1908 gegründet und qualifizierte sich zur Saison 1988/89 für die erste Runde des DFB-Pokal. Mit 0:5 scheiterte die Mannschaft hier dann an der SpVgg Bayreuth.
In der Saison 2003/04 spielte der Verein in der Bezirksliga Hanau und belegte hier mit 59 Punkten den zweiten Platz., damit durfte der Verein zur nächsten Saison in die Bezirksoberliga Frankfurt aufsteigen. Aus dieser stieg die Mannschaft mit 40 Punkten am Ende der Spielzeit 2006/07 über den 14. Platz wieder ab. Zurück in der Bezirksliga gelang mit 81 Punkten jedoch sogleich die Meisterschaft und damit der direkte Wiederaufstieg. Diesmal konnte man sich bis zur Spielzeit 2013/14 in der Liga halten, mit lediglich 17 Punkten musste der Verein über den 17. Platz danach wieder runter, in die mittlerweile Kreisoberliga heißende Spielklasse. Bis zur nächsten Meisterschaft sollte es dann bis zur Saison 2018/19 dauern, nach der der FC mit 78 Punkten den Wiederaufstieg erreichen konnte. Somit spielt der Verein seit der Saison 2019/20 in der Gruppenliga Frankfurt Ost.

## Persönlichkeiten
- Hubert Genz (* 1949), später bei Jahn Regensburg und beim FSV Frankfurt
- Krešo Ljubičić (* 1988), später u. a. bei Hajduk Split und dem FC Winterthur